# Скала (Лакония)
Ска́ла (греч. Σκάλα) — малый город в Греции. Расположен на высоте 20 метров над уровнем моря на правом берегу Эвротаса на северном побережье залива Лаконикоса. Находится в юго-восточной части полуострова Пелопоннеса, в 157 километрах к юго-западу от Афин, в 54 километрах к юго-востоку от Каламаты и в 32 километрах к юго-востоку от Спарты. Административный центр общины (дима) Эвротаса в периферийной единице Лаконии в периферии Пелопоннес. Население 3067 жителей по переписи 2011 года. Жители преимущественно заняты в сельском хозяйстве, выращивают апельсины и оливки, занимаются пчеловодством.
Через город проходит национальная дорога 86 Монемвасия — Крокеэ (Κροκεαί).

## История
Археологические находки свидетельствуют о существовании поселения 3 тысячи лет до н. э. Находки хранятся в Археологическом музее Спарты.
В городе сохранились византийские церкви Метаморфосис-Сотирос (Преображения Господня) и Айос-Еорьос (Святого Георгия).
Название происходит от одного из значений греч. σκάλα — «пристань, причал». Впервые упоминается в 1700 году как поселение с 219 жителями. В венецианский период использовался как грузовой порт. В 1715 году в ходе турецко-венецианской войны захвачен турками.

## Сообщество Скала
В общинное сообщество Скала входит деревня Триниса. Население 3089 жителей по переписи 2011 года. Площадь 34,33 квадратного километра.
| Населённый пункт | Население (2011), человек |
| ---------------- | ------------------------- |
| Скала            | 3067                      |
| Триниса          | 22                        |

## Население
| Год  | Население, человек |
| ---- | ------------------ |
| 1991 | 3119               |
| 2001 | 2932               |
| 2011 | ↗ 3067             |